# Heteropterys catoptera
Heteropterys catoptera är en tvåhjärtbladig växtart som beskrevs av W.R. Anderson. Heteropterys catoptera ingår i släktet Heteropterys och familjen Malpighiaceae. Inga underarter finns listade i Catalogue of Life.